# Hollywood (film 1980)
Hollywood è una serie TV del 1980 diretta da Kevin Brownlow e David Gill.
Consiste in un documentario di 11 ore - diviso in 13 parti - che racconta gli alti e bassi dell'industria cinematografia americana, con numerosi spezzoni e scarti di tanti film degli anni '10 e '20, interviste ai familiari o conoscenti degli attori, oltre a numerose sequenze degli anni '30, '40 e '50, numerose fotografie di scena e molte curiosità sulla vita degli artisti.

## Film apparsi inHollywood
- Dickson Experimental Sound Film (1894)
- Edison Kinetoscopic Record of a Sneeze (1894)
- La vita di un pompiere americano (1903)
- The Great Train Robbery (1903)
- The Red Spectre (1907)
- The Curtain Pole (1909)
- Faithful (1910)
- The Girl and Her Trust (1912)
- A Beast at Bay (1912)
- La regina Elisabetta (1912)
- An Unseen Enemy (1912)
- The Musketeers of Pig Alley (1912)
- Quo vadis? (1913)
- Suspense (1913)
- The Reformers or, The Lost Art of Minding One's Business (1913)
- Charlot giornalista (1914)
- The Squaw Man (1914)
- The Massacre (1914)
- Giuditta di Betulia (1914)
- Nascita di una nazione (1915)
- The Juggernaut (1915)
- Mabel and Fatty Viewing the World's Fair at San Francisco (1915)
- I prevaricatori (1915)
- Fatty and Mabel Adrift (1916)
- A Movie Star (1916)
- He Did and He Didn't (1916)
- The Extra Man and the Milk-Fed Lion (1916)
- Il vendicatore (1916)
- Civilization (1916)
- The Children in the House (1916)
- Charlot caporeparto (1916)
- Intolerance (1916)
- Tom's Strategy (1916)
- Charlot usuraio (1916)
- The Return of Draw Egan (1916)
- Luke's Movie Muddle (1916)
- Charlot al pattinaggio (1916)
- Giovanna D'Arco (1916)
- Teddy at the Throttle (1917)
- Centro! (1917)
- Coney Island (1917)
- The Pullman Bride (1917)
- Blue Jeans (1917)
- Stella Maris (1918)
- My Four Years in Germany (1918)
- Cuori del mondo (1918)
- The Lady of the Dugout (1918)
- The Bond (1918)
- The Heart of Humanity (1918)
- Papà Gambalunga (1919)
- Mariti ciechi (1919)
- Eyes of Youth (1919)
- Maschio e femmina (1919)
- Heart o' the Hills (1919)
- Sogno e realtà (1920)
- Perché cambiate moglie? (1920)
- Una settimana (1920)
- Agonia sui ghiacci (1920)
- Fatty e il sesso debole (1920)
- Il monello (1921)
- Il frutto proibito (1921)
- I quattro cavalieri dell'Apocalisse (1921)
- I tre moschettieri (1921)
- Little Lord Fauntleroy (1921)
- Viaggio in paradiso (1921)
- Lo sceicco (1921)
- Fragilità, sei femmina! (1921)
- Femmine folli (1922)
- La corsa al piacere (1922)
- Robin Hood (1922)
- I maestri di rampone (1922)
- Around the World in Eighteen Days (1922)
- I pionieri (1923)
- Preferisco l'ascensore (1923)
- Donne viennesi (1923)
- Il gobbo di Notre Dame (1923)
- Scaramouche (1923)
- Zazà (1923)
- The Extra Girl (1923)
- Flaming Youth (1923)
- La legge dell'ospitalità (1923)
- I dieci comandamenti (1923)
- Il ladro di Bagdad (1924)
- The Enchanted Cottage (1924)
- Maschietta (1924)
- Monsieur Beaucaire (1924)
- Il cavallo d'acciaio (1924)
- Hot Water (1924)
- Notte nuziale (1924)
- Rapacità (1924)
- Le sette probabilità (1925)
- La vedova allegra  (1925)
- Little Annie Rooney (1925)
- The King on Main Street (1925)
- La grande parata (1925)
- L'aquila (1925)
- Teatromania (1925)
- The Plastic Age (1925)
- Tumbleweeds (1925)
- Ben-Hur (1925)
- Mare Nostrum (1926)
- Dancing Mothers (1926)
- Il pirata nero (1926)
- Ella Cinders (1926)
- The Devil Horse (1926)
- Il figlio dello sceicco (1926)
- Tranello (1926)
- Don Giovanni e Lucrezia Borgia (1926)
- La grande sparata (1926)
- La tentatrice (1926)
- Fiore del deserto (1926)
- The Great K & A Train Robbery (1926)
- Gloria (1926)
- L'aquila dei mari(Old Ironsides) (1926)
- La brigata del fuoco (1926)
- Come vinsi la guerra (1926)
- La carne e il diavolo (1926)
- Play Safe (1927)
- Cosetta (1927)
- Gli amori di Sonia (1927)
- The Beloved Rogue (1927)
- Il re dei re (1927)
- I figli del divorzio (1927)
- Ali (1927)
- Poceluj Meri Pikford (1927)
- Aurora (1927)
- Il cantante di jazz (1927)
- L'uomo, la donna e il peccato (1927)
- Il gaucho (1927)
- Anna Karenina (1927)
- Tristana e la maschera (1927)
- Four Sons (1928)
- La folla (1928)
- La sete dell'oro (1928)
- Io... e il ciclone (1928)
- Lights of New York (1928)
- Le sette aquile (1928)
- La donna misteriosa (1928)
- Il vento (1928)
- The Singing Fool (1928)
- Sinfonia nuziale (1928)
- L'arca di Noè (1928)
- Maschere di celluloide (1928)
- Il destino (1928)
- La regina Kelly (1929)
- La maschera di ferro (1929)
- Affari in grande (1929)
- La guardia nera (1929)
- Hollywood che canta (1929)
- Ladro d'amore (1929)
- Lui, lei, l'altra (1929)
- Lotta d'aquile (1929)
- Peacock Alley (1930)
- Anna Christie (1930)
- Redenzione (1930)
- Show Girl in Hollywood (1930)
- All'ovest niente di nuovo (1930)
- The Viking (1931)
- Hoop-La (1933)
- La regina Cristina (1933)
- Viale del tramonto (1950)
- Sentieri selvaggi (1956)

## Home video
Nel Nord America la serie è stata pubblicata in VHS e laserdisc nel 1990 da HBO Video.